# 413 Edburga
413 Edburga eller 1896 CL är en asteroid i huvudbältet, som upptäcktes 7 januari 1896 av den tyske astronomen Max Wolf.
Asteroiden har en diameter på ungefär 34 kilometer.